# Ur-Werra
Als Ur-Werra wird eine Fossillagerstätte an der Werra zwischen Untermaßfeld und Meiningen bezeichnet. In diesem Abschnitt des heutigen Werratales bargen Paläontologen im Flussbett der Ur-Werra zahlreiche Tierfossilien aus dem Eiszeitalter (Pleistozän).

## Geschichte
Die Funde stammen von Tieren, die bei verheerenden Hochwasserereignissen vor 1,2 Millionen bis 900.000 Jahren ums Leben kamen und an diese Stelle der Ur-Werra, wo die Nebenflüssen Sülze und Jüchse einmünden, angespült wurden. An den genannten Nebenflüssen fand man Mitte des 20. Jahrhunderts nahe Sülzfeld sowie Jüchsen in Kiesgruben ebenfalls Fossilien aus dem Pliozän, die von mindestens 22 Individuen der gleichzeitig auftretenden Rüsseltierarten Mammut borsoni und Anancus arvernensis (meist Funde von Backenzähnen) stammen. Sie wurden in den 1950er Jahren in den Meininger Museen unter der Leitung der Physikerin und Lehrerin Minna Lang wissenschaftlich bearbeitet und ab 1953 teilweise präsentiert. In den 1970er und 1980er Jahren fanden im Flussbett der Ur-Werra die ersten Ausgrabungen unter dem Paläontologen Hans-Dietrich Kahlke statt. Sein Sohn Ralf-Dietrich Kahlke, ebenfalls Paläontologe und seit 2000 Leiter der Abteilung für Quartärpaläontologie Weimar der Senckenberg Gesellschaft für Naturforschung, setzt diese Forschungen bis heute fort. Dabei wurden bisher auf einer Fläche von mehr als 600 m² über 15.000 Wirbeltierreste von rund 100 Tierarten aus. Die Fossillagerstätte Ur-Werra gilt damit als einer der bedeutendsten Fundorte des Altpleistozäns in Europa. Im Rahmen eines neuen Thüringer Tourismuskonzepts bemüht sich die Stadt Meiningen, für die Öffentlichkeit eine Dauerausstellung über Fundort und Funde in den Meininger Museen zu etablieren.

## Auswahl von Fossilien
Die Säugetiere werden dabei von 43 Arten repräsentiert, wie dem Flusspferd Hippopotamus amphibius antiquus, dem Südelefanten (Mammuthus meridionalis), den Säbelzahnkatzen Megantereon cultridens adroveri und Homotherium crenatidens, dem Jaguar Panthera onca gombaszoegensis, dem Puma Puma pardoides, dem Gepard Acinonyx pardinensis pleistocaenicus, dem Luchs Lynx issiodorensis, der Hyäne Pachycrocuta brevirostris, dem Makaken Macaca sylvanus, dem Reh Capreolus cusanoides, dem Hirsch Eucladoceros giulii, dem Pferd Equus wuesti, dem Hundsheimer Nashorn (Stephanorhinus hundsheimensis), dem Elch (Alces alces), dem Bären Ursus rodai sowie dem Bison Bison menneri, der mit einer Schulterhöhe von 1,78 Meter als der größte Bison aller Zeiten gilt. Die Vogelfauna umfasst häufig Wasservögel, wie Schwäne (Cygnus sp.), Graugänse (Anser sp.), aber auch Greifvögel (Haliaetus sp.) und Fasanenartige (Francolinus capeki). Reptilien sind selten, aber u. a. mit Schildkröten (Emydini), Leopardgeckos (Eublepharis) und Walzenskinke (Chalcides) belegt, während Echte Kröten (Bufo) und Echte Frösche (Rana) vertreten. Weiterhin grub man Überreste von wenigstens drei Fischarten und mindestens 36 Schneckenarten aus.

## Weblink
- Senckenberg Gesellschaft für Naturforschung, Hanns Christian Schroeder-Hohenwarth-Preis für Ralf-Dietrich Kahlke